# V915 Scorpii
V915 Scorpii es una estrella hipergigante naranja, se encuentra en la constelación de Scorpio a, unos 5946 Años luz del Sol, de tipo espectral K0Ia-0, posee una magnitud visual de 6.64, una temperatura de 4573K, una luminosidad de 74000-180000 veces la del Sol, una masa de 14.7 veces la del Sol  y un radio entre 690 a 760 radios solares, si estuviera en lugar del Sol estaría a un tercio de distancia entre las órbitas de Ceres y Júpiter.

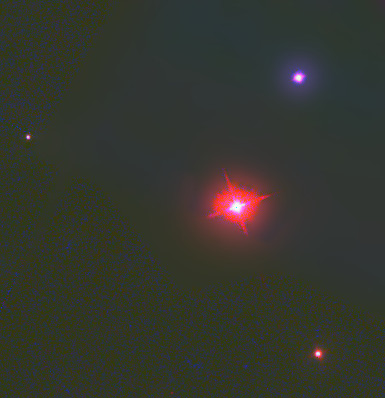
Imagen de V915 Scorpii junto a WR 85